# Rohrau
Rohrau es una ciudad ubicada en el estado federado de Baja Austria, muy cerca del límite con el Burgenland, en Austria. El 8,66% de la tierra está cubierta de bosques, el resto se usa para la agricultura. Es una localidad de atractivo turístico por el músico Joseph Haydn, quien nació en ella y que es recordado en una casa-museo; además recibe turistas por la Colección Harrach de pintura antigua, que se alberga en el Schloss Harrach, palacio-castillo de la familia aristocrática Harrach.

## Distritos oKatastralgemeinden
- Gerhaus
- Hollern
- Pachfurth
- Rohrau

## Población histórica de Rohrau
- 1971: 1.341
- 1981: 1.258
- 1991: 1.224
- 2001: 1.455

## Economía
Cuenta con 74 empresas y 47 están relacionados con la agricultura y la silvicultura con 633 empleados. La tasa de actividad es 17,59%.

## Personajes ilustres
- (Franz) Joseph Haydn, compositor (1732 - 1809)
- (Johann) Michael Haydn, compositor (1737 - 1806)

## Lugares de interés
- Schloss Rohrau, castillo de la familia Harrach, abierto al público y que alberga la famosa Colección Harrach de pintura antigua (Mengs, Ribera, Carreño de Miranda...)
- Casa-museo de Joseph Haydn

- Datos: Q673075
- Multimedia: Rohrau, Lower Austria / Q673075

1. ↑  Worldpostalcodes.org, código postal n.º 2471.